# Eco Barcelona (traghetto)
L' Eco Barcelona è Ro-Ro appartenente alla società italiana Gruppo Grimaldi.

## Servizio
Varato il 19 novembre 2019 nel cantiere navale Nanjing Jinglin Shipyard di Nanjing per il Gruppo Grimaldi alla quale viene consegnato 4 gennaio 2021, giunge nel porto di Livorno nel febbraio del 2022 e viene immesso nei collegamenti tra Livorno, Savona, Barcellona e Valencia.

## Navi gemelle
- Eco Valencia
- Eco Livorno
- Eco Savona
- Eco Adriatica
- Eco Catania
- Eco Malta
- Eco Mediterranea
- Eco Italia
- Eco Salerno
- Eco Napoli